# Route commerciale Bruges-Cologne
Au Moyen Âge, la route commerciale Bruges-Cologne était un axe routier terrestre commercial important qui reliait les villes de Bruges, en Belgique, et de Cologne, en Allemagne. Les principales villes traversées étaient, d'ouest en est, Bruges, Gand, Alost, Bruxelles, Louvain, Léau, Saint-Trond, Maastricht et Cologne.
La route est mentionnée dès la fin du XIIe siècle. Elle permet aux marchands flamands de rejoindre le port fluvial colognais et la foire d'Aix-la-Chapelle.
Son installation dans les régions brabançonnes a permis l'émergence du commerce, de l'industrie et le développement des villes dans une région jusque là majoritairement agricole, même si pour le cas de Bruxelles et de Louvain, la présence de cours d'eau navigables, respectivement la Senne et la Dyle, ont également joué un rôle antérieur dans leur extension, ces deux villes ayant déjà leurs remparts construits au XIIe siècle.
Dans les villes localisées le long de cette route, on notait la présence d'une communauté juive significative pour l'époque.
Aujourd'hui, la route est matérialisée à Gand par des milliers de pièces de monnaie incrustées dans la chaussée, entre le Grasburg et la place François Laurent, afin de visualiser cet ancien axe commercial important.